# 水喪樂園
是一部2019年加拿大的砍杀电影，由雷諾·高捷（Renaud Gauthier）執導並與菲利普·卡林（Philip Kalin）共同編劇。主演包括尼可拉斯·方丹（Nicolas Fontaine）、布莉坦妮·崔斯戴爾（Brittany Drisdelle）、梅德琳·哈維（Madelline Harvey）、蘭妮莎·唐恩（Lanisa Dawn）等人。電影故事設定在一座水上樂園內，一群剛從高中畢業的學生在參加水滑道競速比賽的同時，遭遇神秘殺手設置的致命陷阱。隨著競賽的展開，一連串血腥的殺戮隨之爆發，將歡樂的水上派對變成恐怖噩夢。

## 劇情概要
《在'濕谷水上樂園（Wet Valley Water Park）的一個夜晚，兩名青少年遭到持開山刀的兇手殺害。過了一段時間，谷山高中（Valley Hills High）的畢業生來到這座水上樂園，準備舉行為期一整個週末的畢業慶祝活動。參與活動的包括樂團The Blades的成員喬許afa（Josh）、查德（Chad）、斯林（Slim），以及園區負責人保羅·威金森（Paul Wilkinson）和他的妻子普莉希拉（Priscilla）。保羅還與畢業生愛麗絲（Alice）維持著一段婚外情。其他重要角色還有保全員湯米（Tommy）、他的女友金柏莉（Kimberly），以及年邁的泳池清潔員康拉德（Conrad）。學生間流傳著關於普莉希拉每年都會與某位畢業生發生性關係的傳聞。
當兩名喝醉的畢業生一起滑下水滑道時，其中一人手上的玻璃瓶意外傷到了另一人，兩人隨後被送往醫院。保羅命令康拉德在不換水的情況下清理泳池。當晚，普莉希拉與喬許的父親麥可（Michael），一名房地產開發商，一同在餐廳用餐。而喬許則在淋浴間與金柏莉發生關係，卻被另一位畢業生菲爾（Phil）秘密錄影。稍後，樂團在園區內進行表演，這段私密影片被發送給所有畢業生，導致湯米因嫉妒打了喬許一拳，並因此被樂園開除。
不久後，麥可告訴喬許，他正在與保羅洽談收購水上樂園的計畫。此時，一名不明人士在其中一條滑水道內安裝了一對巨大的金屬刀片，呈「X」形交叉。隔天，麥可被人槍殺，而園區內有一名男孩在沙地裡發現一台隨身音樂播放器。當天，畢業生年度競速比賽正式開始，規則是三人一組競賽，第一組抵達泳池的隊伍將贏得獎金。
比賽開始後，愛麗絲和其他兩名畢業生滑下了安裝刀片的滑水道，結果被刀片切成碎塊。湯米試圖警告其他人不要滑下來，但被推入滑道並困在刀片和屍體之間。血液和殘肢很快充滿了泳池，但保羅與普莉希拉仍渾然不覺，繼續安排隊伍進行比賽。當他們自己也準備滑下滑道時，喬許試圖阻止保羅，但未能成功。喬許與康拉德爬上滑道頂端阻止其他人，但最終也被推了下去。
這場大屠殺造成 9人死亡，麥可因為無法承受這起案件的打擊而崩潰自殺。倖存的喬許隨後與律師會面，並從律師那裡得知，父親麥可已將所有財產留給了他。然而，在信託正式移交之前，喬許必須完成 一項授權手續，同意將濕谷水上樂園改建為購物中心，才能順利完成整個程序。在簽署完相關文件後，喬許最終拿到了2000萬美元的遺產支票，正式繼承了父親的財產與資產。
最終揭曉這一切的主謀是普莉希拉——她的父親35年前在這座水上樂園內意外身亡，卻無人伸出援手。這段往事成為她策劃復仇的原因。
在片尾的彩蛋畫面中，之前找到隨身音樂播放器的男孩再次出現在充滿血水的泳池中。

## 演員名單
- Nicolas Fontaine 飾演 Josh
- Brittany Drisdelle 飾演 Priscilla（保羅的妻子，最終揭曉為真兇）
- Nick Walker 飾演 Paul（水上樂園的擁有者）
- Madelline Harvey 飾演 Alice（與保羅有外遇的畢業生）
- Paul Zinno 飾演 Tommy（水上樂園的員工、Kimberly的現任男友）
- Chip Chuipka 飾演 Conrad（年邁的泳池清潔工）
- HoJo Rose 飾演 Michael Randall（Josh的父親，房地產開發商）
- Ryan Ali 飾演 Slim（Josh的樂隊夥伴之一）
- Cameron Geller 飾演 Chad（Josh的另一名樂隊夥伴）
- Lanisa Dawn 飾演 Kimberly（Tommy的女友，同時是Josh的前女友）
- Ivan D. Ossa 飾演 Big Phil（偷拍Josh與Kimberly親密行為的畢業生）
- Samantha Hodhod 飾演 Cindy
- Jeremy Lavigne 飾演 Brad
- Suzanna Lenir 飾演 Mrs. Danforth
- Owen Bruemmer 飾演 Jimmy
- Xavier Sotelo 飾演 律師（告知Josh他繼承財產的人）

## 製作過程
《水喪樂園》在加拿大魁北克省Pointe-Calumet的超級水上俱樂部（Super Aqua Club）進行拍攝。

## 發行資訊
《水喪樂園》於2019年7月29日在加拿大奇幻電影節舉行全球首映。該片由Red Hound Films發行，並於2020年6月23日在汽車戲院及隨選視訊平台同步上架。

## 評價
《水喪樂園》在上映後獲得了兩極化的評價。《Arrow in the Head》的影評人Cody Hamman給予該片7分（滿分10分），他認為當角色開始滑入裝有刀片的滑道時，電影進入了一段持續數分鐘的血腥瘋狂場面，這段場景成為推薦該片的主要理由。另一方面，《Dread Central》的Josh Millican認為這是一部充滿懷舊氣息且不拘一格的加拿大的砍杀电影，電影的特色在於聚焦一個震撼人心的單一殺戮場面，並且比一般的水上樂園之旅更具刺激感。
然而，並非所有評價都如此正面。《Film School Rejects》的Rob Hunter對此片提出批評，認為影片的劇情和角色設計薄弱，導致整體觀影體驗乏味。他更形容《水喪樂園》為「幾乎無法觀看的失敗之作」，但也指出其荒誕不經的劇情偶爾能帶來一些意想不到的笑點。

## 外部連結
- 互联网电影数据库（IMDb）上《水喪樂園》的资料（英文）
- 爛番茄上《水喪樂園》的資料（英文）